# ジェームソン・ムビリニ・ドラミニ
ジェームソン・ムビリニ・ドラミニ（Jameson Mbilini Dlamini、1921年 - 2008年6月）は、スワジランドの政治家。1993年11月4日から1996年5月8日まで、スワジランド王国の首相を務めた。